# Kinosaki Straw Craft Folk Museum
Das Kinosaki Straw Craft Museum (deutsch Strohhandwerkmuseum; englisch für japanisch 豊岡市立城崎麦わら細工伝承館 Toyooka-shiritsu Kinosaki mugiwara-zaiku denshōkan) ist ein Museum für Strohhandwerk im Kinosaki-Onsen-Gebiet in Japan. Kinosaki-Onsen gehört seit 2005 zur Stadt Toyooka im Norden der Präfektur Hyōgo. Bis auf Mittwoch ist das Museum meist regelmäßig geöffnet.
Für das Museum wurde ein ehemaliges Lagerhaus umgebaut. Die Außenwände sind in weiß gehalten und so in baulicher Harmonie mit dem das Museum umgebenden Thermalbadebereich japanischen Stils, der für das Kinosaki-Onsen-Gebiet kulturell charakteristisch ist.

## Geschichte
Das Straw Craft Museum sieht seine Aufgabe darin, Besuchern Informationen zur traditionellen Kunstform Kinosakis, dem Mugiwara zaiku (Strohhandwerk), zu vermitteln. Mugiwara zaiku  wurde von der Präfektur Hyōgo als traditionelles Handwerk anerkannt.
Die Anfänge dieser Kunst werden nach schriftlichen Aufzeichnungen vor ungefähr 300 Jahren, zur Mitte der Edo-Ära, gesehen. Damals sollen Handwerker aus dem Gebiet Inshuu, der heutigen Präfektur Tottori, nach Kinosaki gereist sein. Namentlich wird ein  Handwerker Hanhichi genannt. Um seinen Lebensunterhalt zu sichern, verzierte er Bambusflöten, Kreisel und Bilderrahmen mit farbigem Gerstenstroh und verkaufte sie an interessierte Kunden. Der Anwendungsbereich dehnte sich danach aus und erstreckte sich auch auf die Dekoration von Truhen, Kisten und Gebetstafeln aus Holz.
Bei der Technik des Mugiwara zaiku verwendet man bunt gefärbte Strohstreifen. Nachdem sie sorgfältig zurechtgeschnitten wurden, werden damit komplizierte Muster gelegt.

## Ausstellung
Die Ausstellung verdeutlicht, wie sich das Strohhandwerk im Verlauf von 300 Jahren entwickelt und verfeinert hat.
Das zweistöckige Museum beherbergt etwa 200 Stroharbeiten, die von der Meijizeit bis zur frühen Showa-Zeit reichen und sich vor allem durch komplizierte Kreationen und lebendige Farben auszeichnen. Unter den verzierten Gegenständen befinden sich auch antike Kisten, gerahmte Kunstwerke und traditionelle Puppen. Neben historischen Exponaten werden auch etwa 40 Werke zeitgenössischer Künstler präsentiert.
Im ersten Stock des Museums wird Besuchern ein mehrsprachiges Video angeboten, das den Herstellungsprozess der strohhandwerklichen Arbeit detailliert erläutert.

## Mitmachangebot
Interessierte Besucher haben die Möglichkeit, unter Anleitung eine eigene Kreation herzustellen. Die zu dekorierenden Gegenstände können ausgewählt werden. Unter ihnen befinden sich Postkarten, Ringe, Rahmen oder Drehplatten. Die Strohstücke für das jeweilige Design werden vorgeschnitten. Das Angebot richtet sich auch an Kinder.

## Belege
1. 1 2 3 4  Kinosaki Straw Work Museum Art Museum. In: Japan Travel by Navitime. Navitime, abgerufen am 19. November 2024 (englisch).
2. 1 2  Kinosaki Straw Craft Folk Museum - Must-See, Access, Hours & Price | GOOD LUCK TRIP. 23. Juli 2023, abgerufen am 19. November 2024 (englisch).
3. 1 2 3 4  Straw Craft Museum. In: Visit Kinosaki. Abgerufen am 19. November 2024 (englisch).
4. ↑  Straw Craft Activity and Craftsman Workshop Tour (with English-speaking guide and private workshop). In: Visit Kinosaki. Abgerufen am 19. November 2024 (englisch).
5. 1 2 3  Culture | sightseeing | Kinosaki Inn Concierge. Abgerufen am 19. November 2024.